# 高森町立図書館
高森町立図書館（たかもりちょうりつとしょかん）は、 長野県下伊那郡高森町にある公共図書館。

## 概要
高森町が管理運営する図書館で、高森町立図書館と移動図書館からなり、蔵書数は88,410冊で、年間貸出数は84,066冊である（2018年度統計）。高森町は、1957年（昭和32年）7月1日に、市田村・山吹村が合併して高森町が発足した。 信州・伊那谷の南部、天竜川の西岸に広がる段丘の町で西に中央アルプスに続く本高森山（1,889.8m）がそびる。町の東には仙丈ヶ岳、塩見岳、赤石岳など、南アルプスの3千メートル峰を望むことができる。 1985年（昭和60年）3月23日に高森町立図書館設置条例が制定され同年6月21日に町立図書館が開館された。 

## 沿革

### 年表
- 1985年（昭和60年）3月23日 - 高森町立図書館設置条例を制定
- 1985年（昭和60年）6月21日 - 図書館を開館
- 1987年（昭和62年）2月19日 - 移動図書館車｢きんもくせい｣の巡回を開始
- 1992年（平成4年）4月 - 長野県図書館協会公共図書館部会に入会
- 1994年（平成6年）4月 - 日本図書館協会に入会
- 1998年（平成10年）1月10日 - 図書館友の会を発足
- 1998年（平成10年）7月29日 - 図書館電算システムを本稼動
- 2000年（平成12年）3月30日 - 移動図書館車を更新
- 2001年（平成13年）5月 - 祝祭日の開館を開始
- 2005年（平成17年）3月11日 - 図書館電算システムを更新
- 2020年（令和2年）6月2日 - 電子図書館サービス（高森ほんともWeb－Library）を開始

## 高森町立図書館
高森町立図書館は、長野県下伊那郡高森町下市田2183-1に位置し、高森町中央公民館に併設されている。主なサービスとして、パソコン・タブレット・スマートフォンからのインターネット予約、Web上で電子書籍を貸し出す電子図書館「高森ほんともWeb-Library（ウェブ ライブラリー）」、電話、ホームページから予約した図書を自宅や職場(町内限定）で受け取れる宅配サービスが整備されている。

### 開館時間
- 火曜日から木曜日 ： 10時から18時
- 金曜日 ： 10時から19時
- 土・日曜日・祝祭日 ： 10時から18時
- 無料駐車場あり

### 休館日
- 毎週月曜日、第一水曜日、年末年始（12月29日から1月5日まで）、特別整理期間
- その他、館長が事情により変更、または臨時休館日を定める

### 利用登録
- 図書館カウンターまたは移動図書館で申し込み書に記入して提出、貸出カードを発行
- 貸出カードは、南信州図書館ネットワークに参加する、飯田市立図書館、松川町図書館、喬木村立椋鳩十記念図書館、豊丘村図書館の図書カードと同一のものを共同利用が可能。
- OverDrive Japanのシステムを使った電子図書館「高森ほんともWeb-Library（ウェブ ライブラリー）」は、貸出カード登録の上で、カウンターまたはEメールで申し込みが必要。

### 貸出
- 冊数制限なし
- 貸出期間は２週間

### 返却
- カウンターまたは玄関よこのブックポスト、移動図書館で返却が可能

### 立地
- JR東海飯田線市田駅から北西に徒歩約13分（1.2キロメートル）の場所に位置し、高森町中央公民館に併設。高森町役場・高森町町民体育館などの公的機関や高森町ケーブルテレビがあり、西に高森町立高森中学校が隣接する。

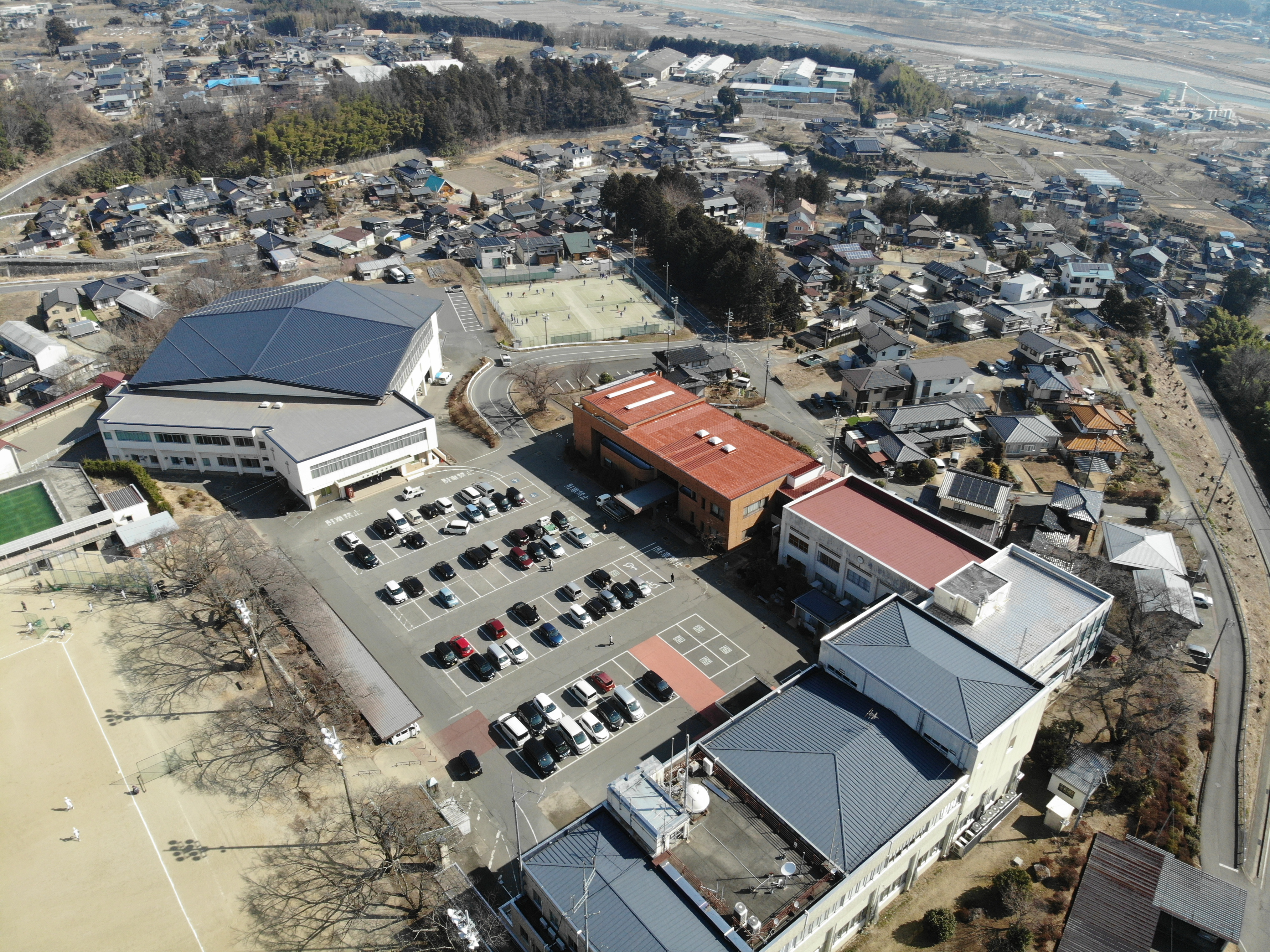
高森町 公民館と周辺

## 移動図書館
- 移動図書館車「きんもくせい」が隔週で町内を巡回
- 巡回コースは、火曜日、水曜日、木曜日で5コース22か所[3]